# Рюкюська музика

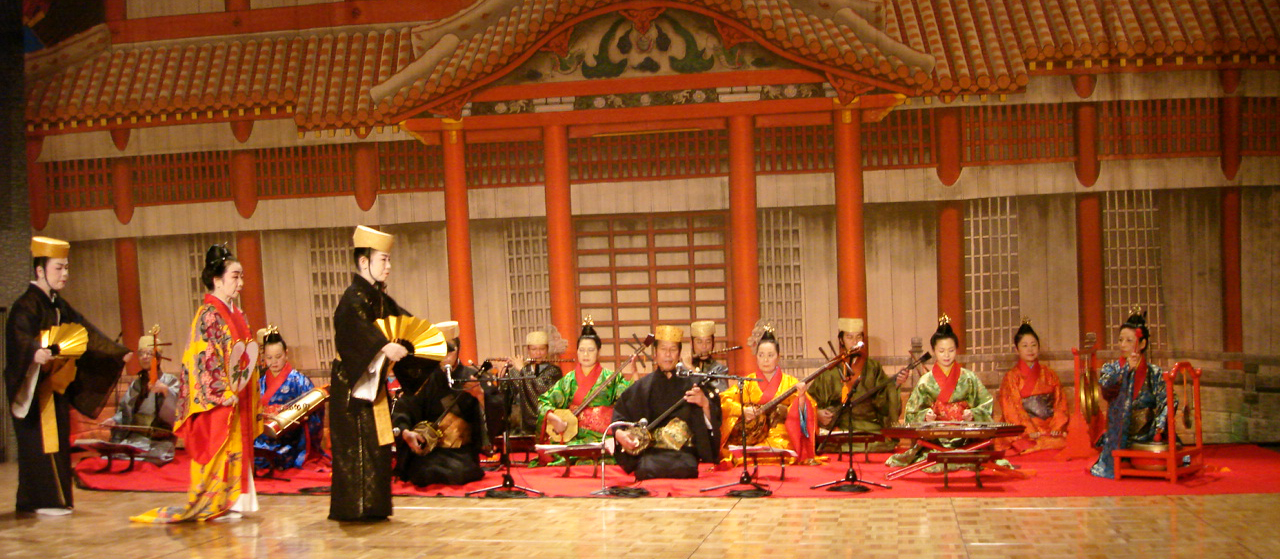
Сучасне виконання придворної музики урадзакі у Токіо (2008)

Рюкюська музика — сукупність музичних традицій, характерних для острівної групи Рюкю, включаючи острови префектури Окінава й архіпелаг Амамі, що адміністративно належить до префектури Каґосіма. До 1868 року ці території входили до складу незалежної Рюкюської держави та перебували в загальній культурній сфері, а 1879 року були анексовані Японією, проте архіпелаг зберіг свою музичну автентичність і в загальнояпонській музичній традиції стоїть окремо.
У сучасній Окінаві західна музика дуже популярна, хоча місцеві виконавці включають у неї елементи традиційного музичного мистецтва.

## Різновиди
До основних різновидів, які відповідають чотирьом основним острівним групам, належать:
- Міяко — найстаріша;
- Окінавські острови і особливо головний острів — найрозвиненіша;
- Яеяма;
- Амамі — дана традиція розвивалася дещо відокремлено.

Основними напрямками рюкюської музики є народно-релігійна й арт-музика. Перша пережила анексію Рюкю Японією в повному обсязі, тоді як китайські та японські придворні жанри арт-музики практично перестали існувати після приєднання до Японії, а місцеві поступово зникли упродовж декількох наступних років.

## Особливості
Більшість рюкюських музичних творів написані в традиційному рюкюському звукоряді — до, мі, фа, соль, сі; крім нього також використовується звукоряд «ріцу» — до, ре, фа, соль, ля. Іншою характерною рисою, що контрастує з японською музикою, є синкопований ритм з акцентуванням слабкої частки.
Основні рюкюські інструменти — сансин, кото, фуе, кокю і паранку.
Головний інструмент для рюкюської музики — триструнний щипковий сансин. Він має настільки великий вплив на музику, що основний класичний жанр іменується як «пісні під сансин» (яп. 歌三線, ута-сансін). Існує три школи пісень під сансин — Тансуї (яп. 湛水), Номура (яп. 野村) і Афусо (яп. 安冨祖).
Кото був привезений на Рюкю з Японії на початку XVIII століття, а місцева традиція зберігає старовинний виконавський стиль. Кокю має три (рідше чотири) струни, корпус виготовляється зі шкаралупи кокоса або дзелькви. Також поширилась в Японії й поперечна бамбукова флейта (фуе) аналогічна китайському ді, яка була привезена з Китаю в V столітті.

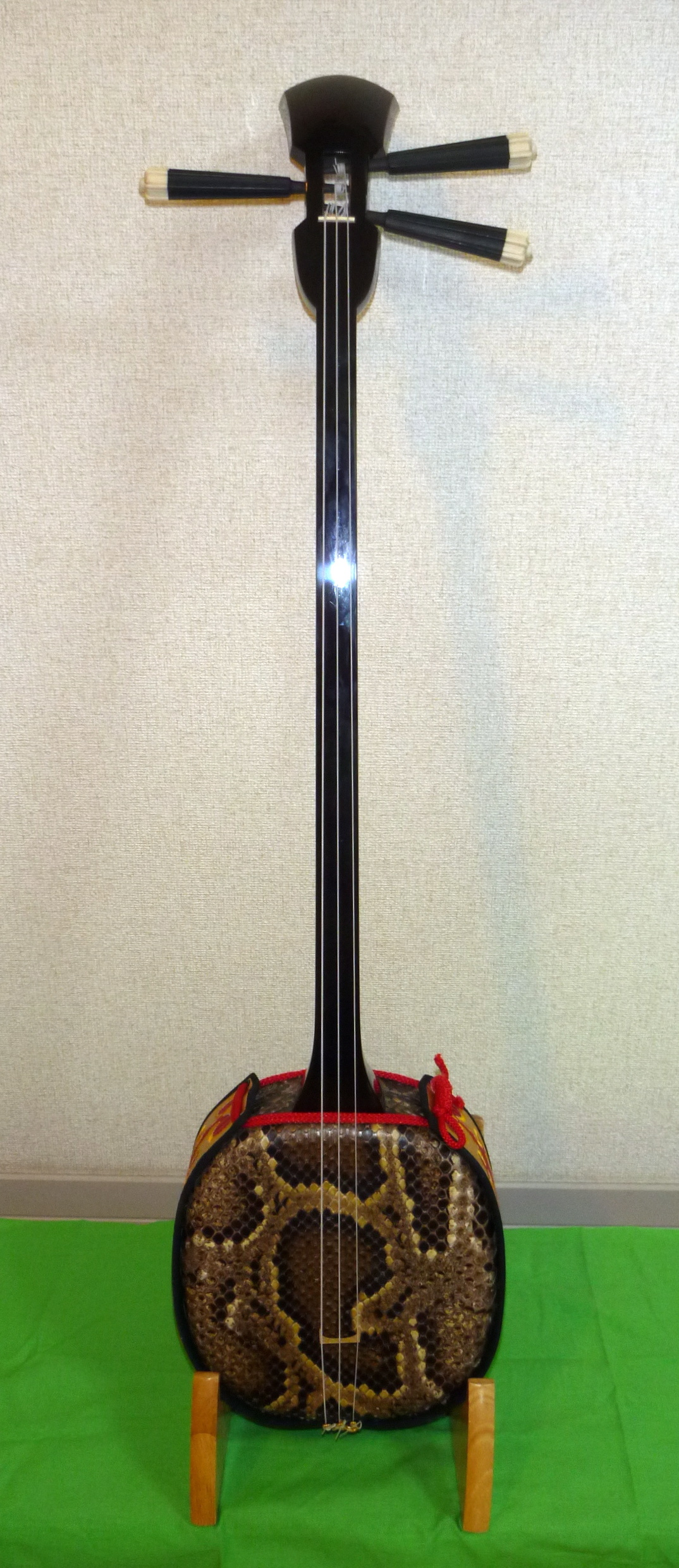
Сансин
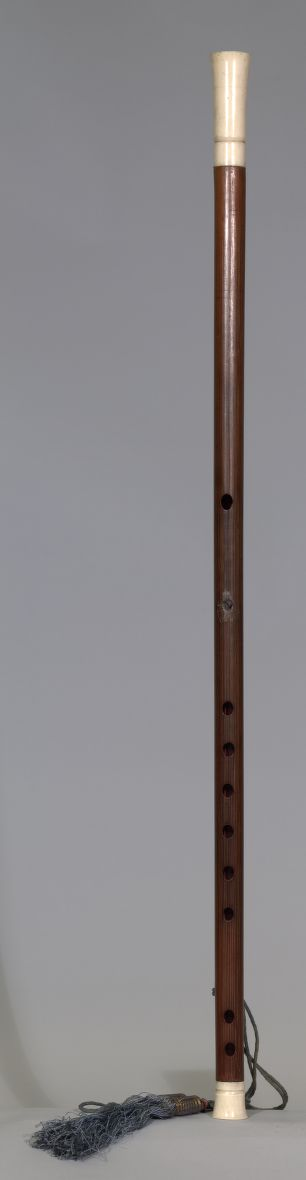
Кото
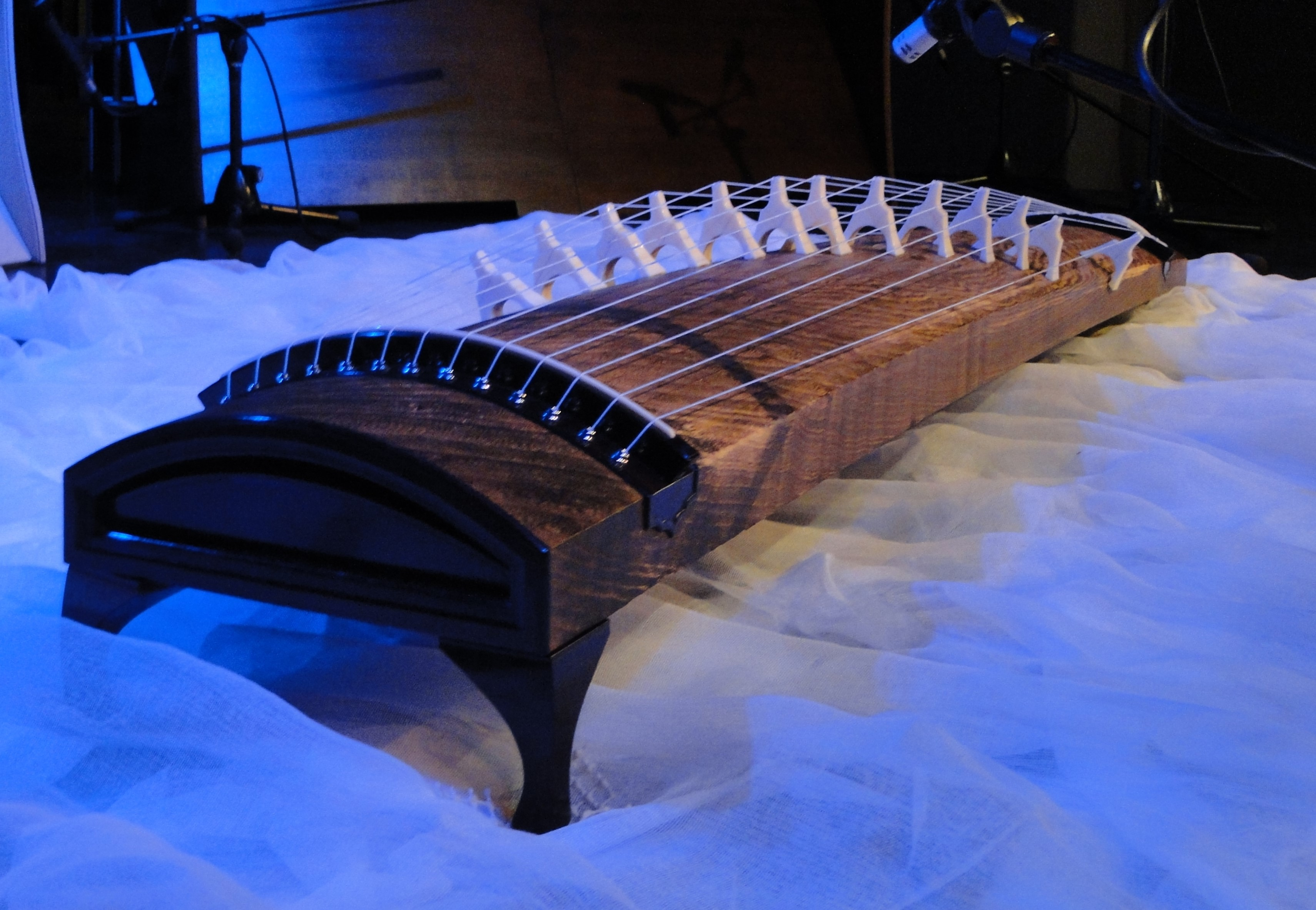
Фуе
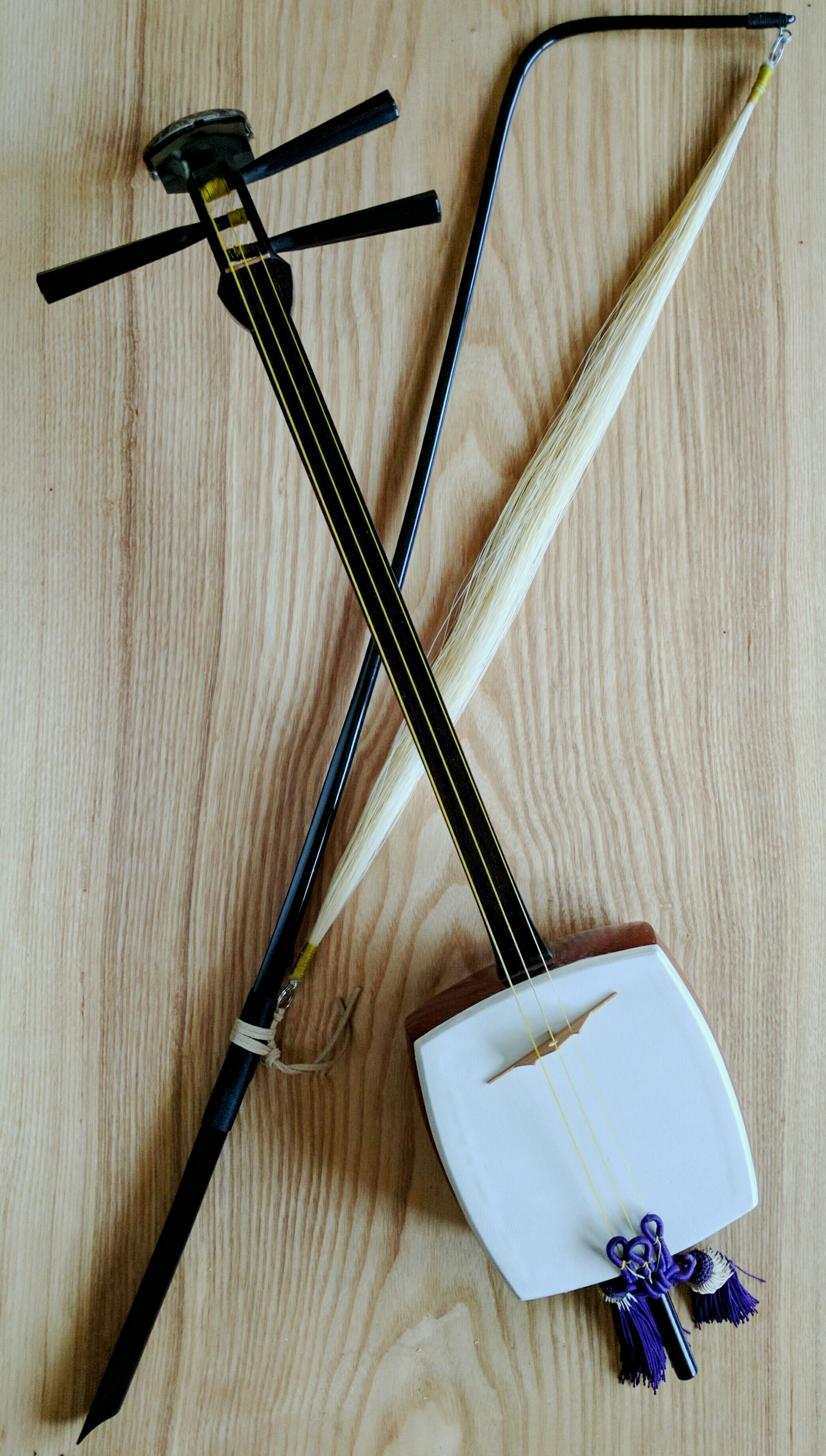
Кокю
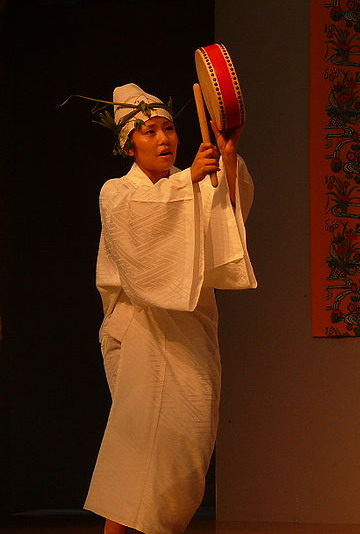
Паранку

## Народна музика

Рюкюська дівчина грає на сансині (XIX століття)

Народно-релігійна музика завжди включає вокал і тісно пов'язана зі старовинним і розвиненим рюкюським усним письменством.
Каміута (яп. 神歌, «священні пісні») — пісні, що виконуються жрицями традиційної релігії для догоджання камі у священних гаях. Зазвичай виконуються а капелою, або під простий ритмічний акомпанемент барабана. Основні жанри — оморі (Амамі); мисесеру, отакабе, умуї і кве (Окінава); пясі, табі, фуса і нірі (Міяко); канфуцу і ае (Яеяма). Аналогічні пісні виконують для привернення удачі в подорожах, заклику дощу тощо.
На Яеяме є жанр «тобарама», що передбачає поетичну імпровізацію, а в Ісігакі щорічно проводяться змагання виконавців даного мистецтва.
Деякі жанри використовуються при виконанні важкої фізичної роботи (облущення рису, оранки землі), більшість відомих пісень цього типу виконувалися на Яеяме, де домінують місцеві жанри — юнта і дзираба. На інших Окінавських островах пісень цього жанру не було виявлено, за винятком кількох пісень для оранки землі.
Фестивальні пісні виконуються на мацурі, зокрема, на двох головних фестивалях: О-бон (ейса) і Хоннен-мацурі. Крім цього, особливі святкові твори призначені для літніх свят: ундзямі (яп. 海神祭)) і синугу (яп. シヌグ), де жінки, зібравшись у коло, танцюють «усидеку» (яп. ウシデーク) зі синкопованим ритмом.
Жанр, що зник у решти областей Японії, але зберігся на Окінаві — пісні, що виконуються заради розваги групами чоловіків і жінок у діалоговій формі під акомпанемент сансина. Найвідоміший приклад такого співу можна бачити на найважливішому святі Хатигацу-одори (яп. 八月踊)) на островах Амамі. У даних пісень з'явилися складні мелодії (як у вокала, так і у сансина) і використовується фальцет, який не зустрічається більше ніде в традиційній японській музиці.
Розважальні амамійські пісні під сансин іменуються «сімаута» (яп. 島唄, «острівні») та споріднені з утакаке. Цей жанр може використовуватися в поетичних дуелях, коли опоненти повинні обмінюватися дотепними віршованими репліками під музику. У давній Японії подібні дуелі були частиною ритуалу заручин: чоловік, роблячи пропозицію жінці, починав поетичне змагання, і в результаті програшу жінка повинна була прийняти пропозицію.
На початку періоду Сьова з'явився жанр «нова народна музика» (яп. 新民謡, сін міньо:), що базується на традиційних народних музичних стилях із соціально-гострими текстами, які зачіпають злободенні теми еміграції і воєн. Музика одного з піонерів цього жанру, Тьокі Фукухари, увійшла в загальний фольклорний репертуар.

## Арт-музика

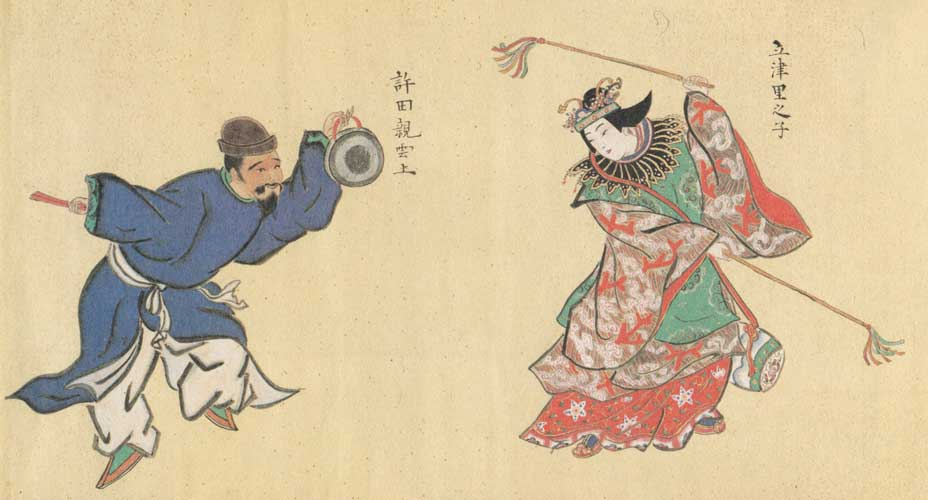
Виконання удзагаку перед послом (1832)

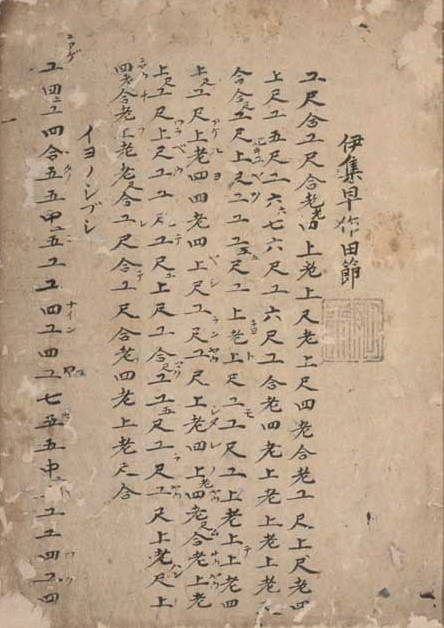
Кункунси Якаби Тьокі

Арт-музику переважно виконували знатні рюкюсці при дворі вана, та розрізняються запозичені та власні рюкюські жанри.
Зі стилістичної точки зору виділяють чотири жанри:
- «імператорський» або «перед ликом імператора» (яп. 御前風, годзен фу:) — музика середнього темпу на лад хонтеси, що зазвичай супроводжується танцем;
- «старовинна мелодія» (яп. 昔節, мукасі бусі) — повільний пісенний жанр, що передбачає мелізматичний спів на вірші рюка упродовж 10-20 хвилин, на лад хонтеси. Мукасі-бусі зазвичай акомпанується зі складним жіночим танцем «онна-одорі» (яп. 女踊り);
- «Ніаґе» (яп. 二揚) — пісенний жанр, на лад хонтеси. Пісні «ніаґе» завжди драматичні, у їх текстах йдеться про пристрасне та нерозділене кохання, або виражаються наріканням ліричного героя чи героїні. Зазвичай використовується в кумі-одорі;
- «Кудокі» (яп. 口説) — швидкі розповідні пісні, написані на лад «ріцу» (до, ре, фа, соль, ля). Вони використовуються як акомпанемент для чоловічого танцю «Нісай-одорі» (яп. 二才踊り).

### Китай і Японія
Після встановлення дипломатичних відносин між Китаєм і Рюкю наприкінці XVI століття разом із мігрантами на архіпелаг проникла китайська музика. Жанр удзагаку (яп. 御座楽, «сидячая музыка» або «тронна музика»)) був згаданий у літописах в 1534 році. В ансамблі для удзагаку входили 19 китайських інструментів, включаючи біву, ерху і сиху (яп. 四胡, сіко). Цю музику виконували при офіційних візитах у Китай та Японію, а також при дворі. Після 1879 року вона практично зникла.
Китайська музика для процесій (яп. 路次楽, родзіґаку) була принесена на Рюкю у 1520-х роках та продовжує жити у XXI столітті на фестивалях. Оркестр родзиґаку включають такі духові інструменти як сона, труба і хаотун (до:каку); гонг дора, барабан, а також кастаньєти (ре:хан).
Єдиний японський жанр, що закріпився на Рюкю, це популярна на островах музика театру но, з якого багато місцевих придворних музиканті починали свою кар'єру. 1702 року на Рюкю привезено кото, який став акомпануючим інструментом.

### Власна традиція
Найдавніший та власний для Рюкю жанр арт-музики — оморо (яп. おもろ), що з'явився у XII столітті. Традиція виконання оморо втрачена, проте їх тексти збереглися (однією з головних компіляцій є «Оморо-сосі», який міститься понад тисячу пісень).
Танці входили до програми навчання молодих знатних чоловіків.
Найважливіший рубіж в історії музики на Рюкю це поява щипкового інструменту сансина, привезеного з Китаю в XVI столітті. Пісні-рюка, виконувані під сансин, складають значну частину музичної традиції архіпелагу та, найчастіше, їх і мають на увазі кажучи про «рюкюську музику». Збірники таких пісень, іменовані як кункунси (яп. 工工四), що пишуться зі середини XVIII століття.
«Батьком окінавської музики» іменують Уекату Тансуя (1623—1684), він створив основну частину репертуару сансина. У першій половині XVIII століття ці 117 творів були перероблені та переаранжировані музикантом Якабі Тьокі (яп. 屋嘉比朝寄, якабі тьо:кі, 1716—1775). Сучасну нотацію «кункунси» для сансина створили Номура Антьо і Мацумура Сінсін (яп. 松村真信), нотація для вокальної музики з'явилася тільки на початку XX століття. Для інших інструментів або використовується японська нотація (кото), або стандартизована нотація зовсім відсутня.

## Історія
Відомостей про ранню історію музики на Рюкю вкрай мало. Мабуть найдавніші музичні твори — релігійні пісні «каміута», у яких використовується такий же музичний лад, що і в старовинній японській музиці. Припускають, що каміута з'явилися приблизно в V столітті нашої ери (коли Рюкю і Японія культурно і лінгвістично відокремилися).
У 1373 році Рюкю вже платили данину Китаю, який уже впливав на культуру островів, зокрема, відомо про вплив фуцзяньської музики на рюкюську.
Розквіт рюкюської музики стався за правління вана Се Сіна (1478—1526), при якому Рюкю стали активно торгувати з іншими країнами Азії, у першу чергу з Китаєм і Японією. На рубежі століть при рюкюському дворі з'явилися музичні інструменти, і на початку XVI століття в літописах згадується аристократична музична традиція. Після завоювання Рюкю японським князівством Сацума-хан, у 1609 році Японія замінила Китай як основне джерело впливу на культуру Рюкю.
Наступний культурний підйом Рюкю зазнав у XVIII столітті. 1719 року музикантом Тамагусуку Тьокуном був створений музичний театр куміодорі (яп. 組踊) та написано п'ять п'єс. Незважаючи на популярність класичної музики, нові твори перестали з'являтися з XVIII століття, у той час як фольклорна традиція продовжила розвиватися.
Після реставрації Мейдзі 1868 року, стан музикантів поповнився збіднілими дворянами. Створені до 1868 року танці називають «класичні» (яп. 古典, котен), що своєю пластикою нагадують театр но. Також з'явилися «дзоодорі» (яп. 雑踊り), що виконуються у швидшому темпі з підніманням ніг та стрибками.
У 1879 рокові Японія анексувала Рюкю, що призвело до змін у традиційній придворній музиці, а до виконавців музики і танців стали брати й жінок. Музична культура сильно занепала у часи кровопролитних битв у Другій світовій війні. 
У XX столітті, після окупації США та інтернування тисячі окінавців, спів під сансин став утіхою. У ці часи було створено безліч нових творів, а музика допомогла відновити національну ідентичність рюкюсців. Уряд США заохочував відновлення і розвиток культури Окінави.
Музику архіпелагу Рюкю інтенсивно досліджувала група вчених під керівництвом музикознавця Фуміо Коїдзуми.
Рюкюсці продовжують цікавитися своєю музикою і у XXI столітті. Майже в кожному населеному пункті можна знайти вчителя сансина або танцю, регулярно проводяться концерти за активної підтримки місцевих ЗМІ. Майстри народних жанрів записують і продають музичні диски. Разом з емігрантами рюкюська музика з'явилася в Осаці, Кавасаці, на Гаваях і в Південній Америці.
Театр «куміодорі» у XXI столітті був визнаний нематеріальною спадщиною людства ЮНЕСКО, у 2004 році в Урасое відкрився театр «Окінава», який спочатку мав назву «Національний театр куміодорі», де проводилися навчання виконавців цього виду мистецтва.
Сучасні окінавські колективи та виконавці часто включають у свою музику традиційні елементи, особливо жанр «симаута». До таких колективів належать: «Rinken Band», «Champloose», «The Ne Ne Nes», Юкіто Ара і його колектив «Pasha Club», безліч рок-колективів 1970-х («Мурасакі», «Condition Green» та інші.
Тим не менше багато фольклорних жанрів перебувають у небезпеці через зникнення традиційної релігії, а майстри сансина найчастіше обмежуються лише виконанням класичних творів, а не створенням нових.

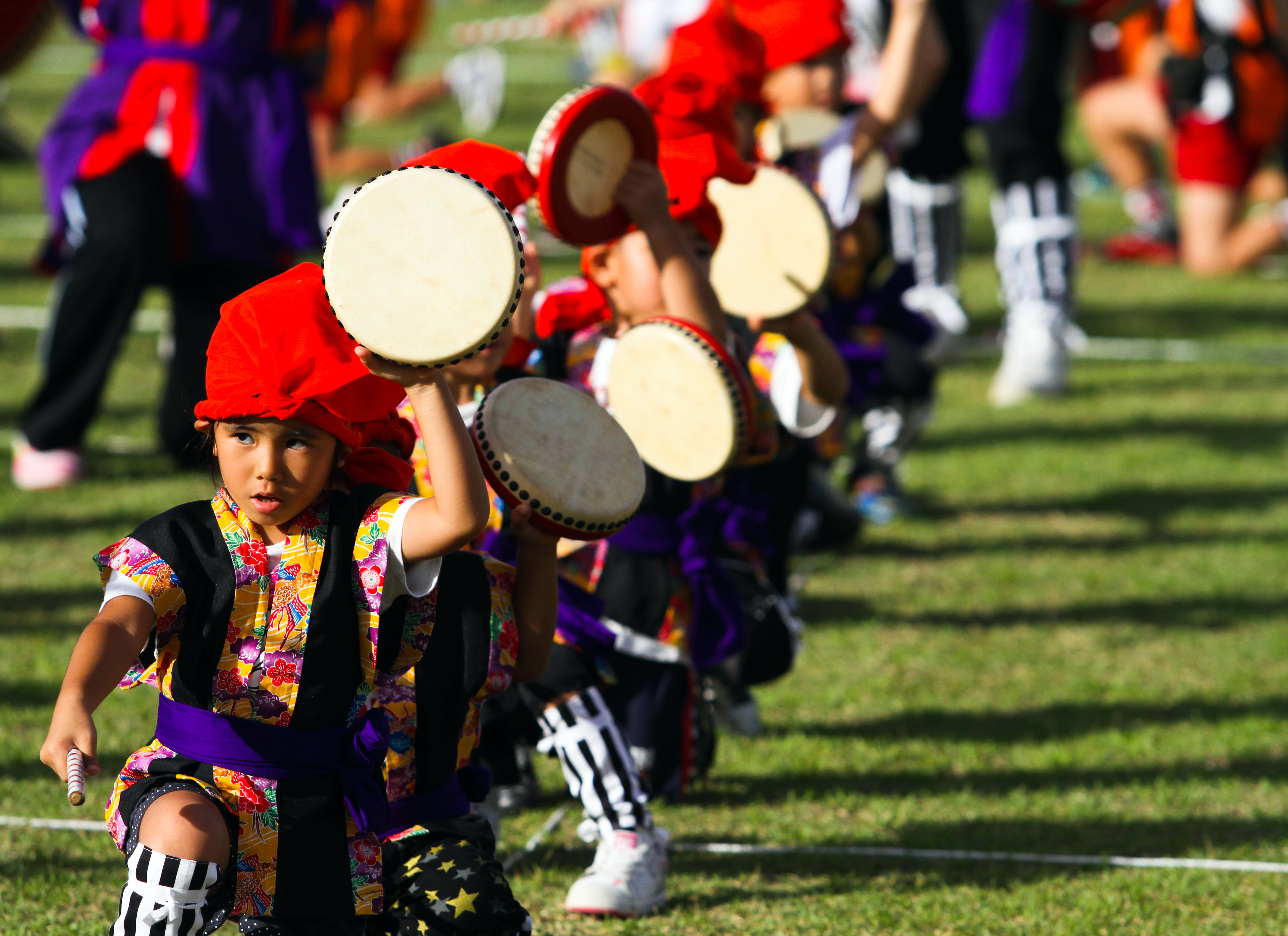
Сучасне виконання танцю ейса на фестивалі
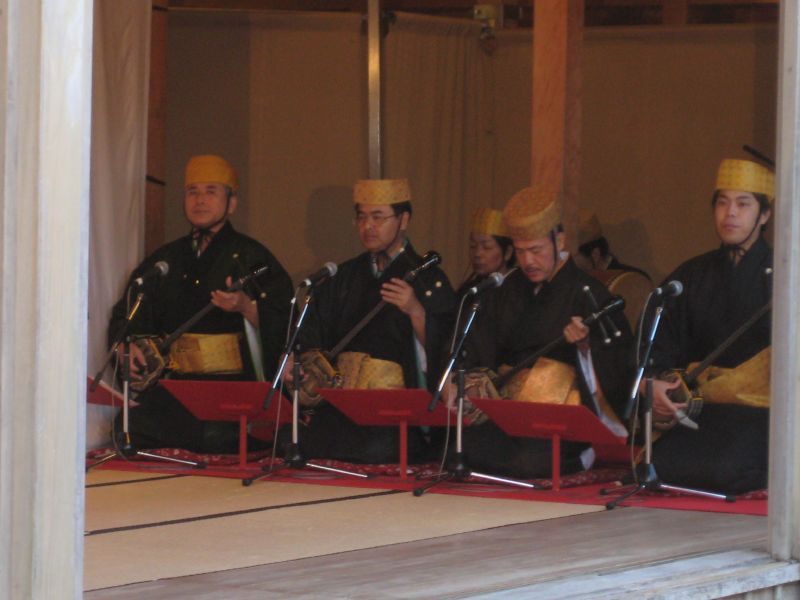
Музиканти в замку Сюри
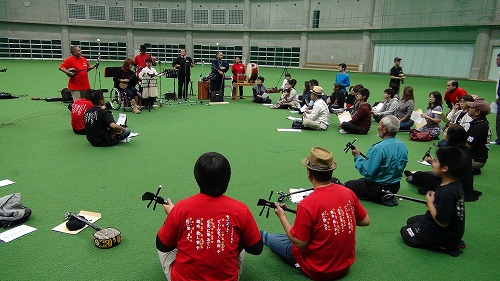
Сучасне виконання музики під сансин у Госікава
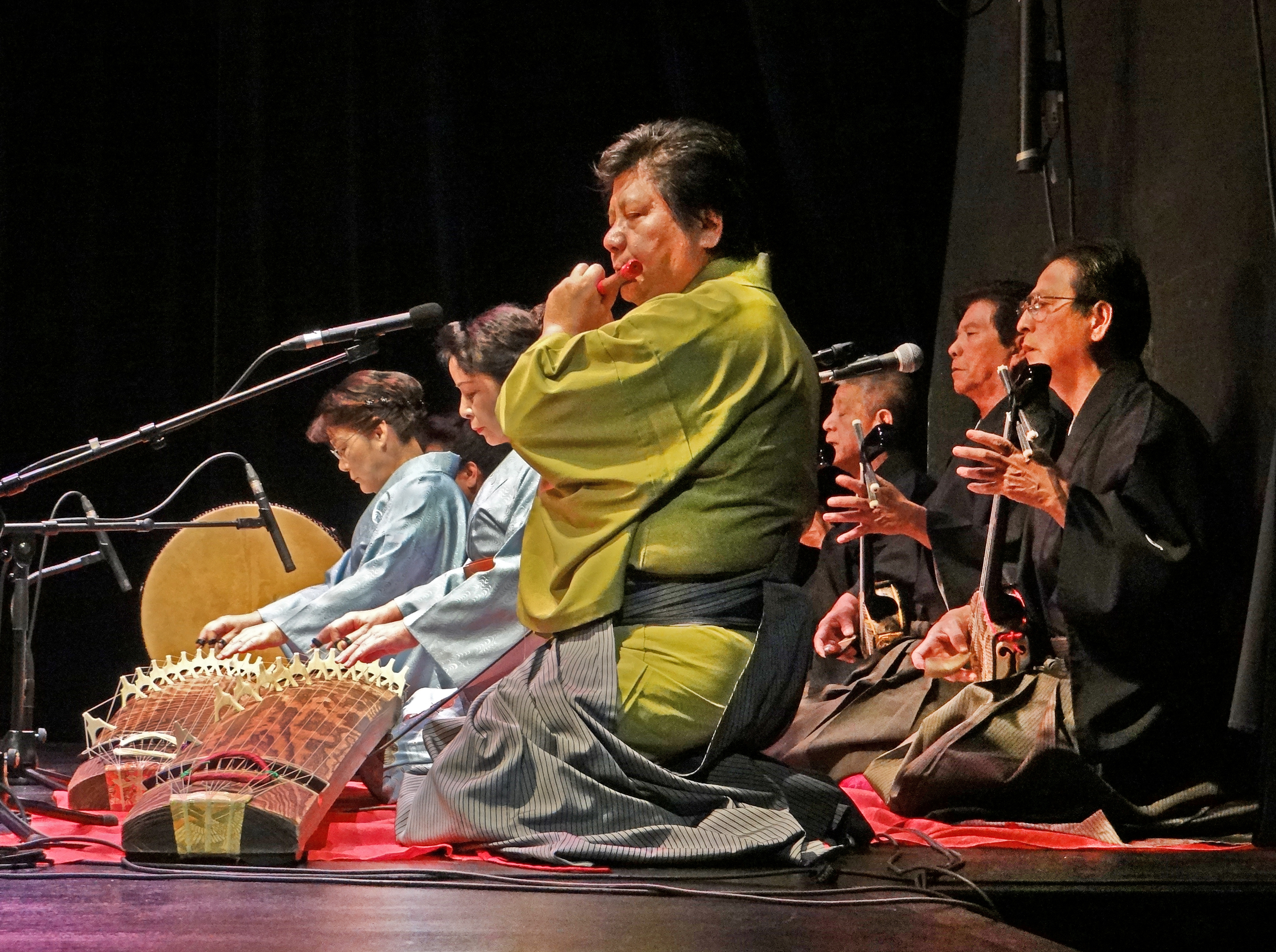
Традиційний оркестр Окінави

## Виноски
Коментарі
1. ↑  Цей термін також означає не тільки антології, але й систему музичної нотації

Примітки
1. 1 2 3 4 5  Kishibe.
2. ↑  Garland, 2001, с. 761.
3. 1 2  Garland, 2001, с. 826.
4. 1 2  Garland, 2001, с. 827.
5. 1 2 3 4  Garland, 2001, с. 828.
6. 1 2 3  Kishibe, The indigenous tradition.
7. ↑  Tagliaferro, Linda (10 травня 1998). Music and Nature In a Japanese Flute. The New York Times. Процитовано 3 червня 2018.(англ.)
8. ↑  Kishibe, Folk music.
9. 1 2 3  Garland, 2001, с. 830.
10. ↑  Kishibe, Work-songs.
11. 1 2 3 4  Garland, 2001, с. 831.
12. ↑  Kishibe, Music of festivals and the popular performing arts.
13. ↑  Kishibe, Recreational songs.
14. ↑  Kishibe, New folksongs.
15. ↑  Kishibe, Art music.
16. 1 2 3 4  Garland, 2001, с. 829.
17. 1 2 3  Court music.
18. 1 2  Kishibe, Extraneous genres.
19. ↑  Koto.
20. 1 2  Garland, 2001, с. 103.
21. 1 2 3 4 5  Kishibe, History.
22. ↑  Garland, 2001, с. 761, 825.
23. ↑  Molasky, 2005, с. 17—18.
24. ↑  Garland, 2001, с. 629.
25. 1 2 3  Garland, 2001, с. 832.
26. ↑  Kumiodori, traditional Okinawan musical theatre. ЮНЕСКО. 2010. Процитовано 5 серпня 2016.
27. ↑  組踊研修. Национальный театр «Окинава». Процитовано 5 серпня 2016.
28. ↑  New Okinawan music.